# Ц
Ц, ц は、キリル文字のひとつ。ヘブライ文字のצに由来する。
対応するグラゴル文字はである。

## 呼称
- ロシア語: цэ（ツェー）
- ウクライナ語：ツェー
- ブルガリア語: цъ（ツ）
- キルギス語：ツェー

## 音素
原則として /ts/ を表す。

## アルファベット上の位置
ロシア語の第 24 字母、ベラルーシ語の第 25 字母、ウクライナ語・セルビア語の第 27 字母、ブルガリア語の第 23 字母、マケドニア語の第 28 字母である。

## Цに関わる諸事項
- ロシア語では常に硬音であるため、це, циは/tse/, /tsɨ/と発音される。
- ベラルーシ語ではтの軟音はцの軟音に合流した。

## 符号位置
| 大文字 | Unicode | JIS X 0213 | 文字参照        | 小文字 | Unicode | JIS X 0213 | 文字参照        | 備考 |
| ------ | ------- | ---------- | --------------- | ------ | ------- | ---------- | --------------- | ---- |
| Ц      | U+0426  | 1-7-24     | &#x426; &#1062; | ц      | U+0446  | 1-7-72     | &#x446; &#1094; |      |